# Богданівка (гміна, Зборівський повіт)
Гміна Богданівка  (пол. Gmina Bogdanówka) — колишня сільська гміна у Зборівському повіті Тернопільського воєводства Другої Речі Посполитої. Адміністративним центром гміни було село Богданівка.
Гміна утворена 1 серпня 1934 року на підставі нового закону про самоуправління (23 березня 1933 року).
Площа гміни — 74,94 км²
Кількість житлових будинків — 1401
Кількість мешканців — 6784
Гміну створено на основі попередніх гмін: Богданівка, Білківці, Данилівці, Яцківці, Мшана, Конопниця, Нестерівці, Осташівці, Сервери (Сировари).